# Justin Bomboko
Justin-Marie Bomboko Lokumba Is Elenge (Boleke, (Belgisch-Congo) 22 september 1928 - Brussel (België) 10 april 2014) was een Congolese politicus en staatsman. Hij diende als Minister van Buitenlandse Zaken voor Congo en leidde de Congolese regering als voorzitter van het College van Commissarissen. Hij bekleedde ook drie keer de functie van minister van Buitenlandse Zaken: van 1960 tot 1963, van 1965 tot 1969, en opnieuw in 1981. Bomboko overleed na een langdurige ziekte in Brussel, België, op 85-jarige leeftijd.

## Carrière

### Regering Lumumba
In juni 1960 kreeg Patrice Lumumba de taak om de eerste onafhankelijke regering van de Republiek Congo te vormen. Hij overwoog zijn opties voor de post van Minister van Buitenlandse Zaken tussen Thomas Kanza, André Mandi en Bomboko. Lumumba vertrouwde Bomboko niet, die door de Belgen werd gesteund en met wie hij politieke meningsverschillen had. Kanza, die goed bekend was met Bomboko, stelde voor dat hij belast zou worden met Buitenlandse Zaken, omdat hij een gekozen afgevaardigde was en meer politieke steun had. Lumumba stemde uiteindelijk met dit voorstel in, maar benoemde Mandi tot Staatssecretaris voor Buitenlandse Zaken zodat hij zijn activiteiten kon controleren. Bomboko en Kanza bleken uiteindelijk de enige twee ministers in de regering te zijn met een universitair diploma. De regering werd officieel bekrachtigd door het parlement op 24 juni. Op 29 juni ondertekenden Bomboko en Lumumba het Verdrag van Vriendschap, Bijstand en Samenwerking met hun Belgische tegenhangers. Op 30 juni, Onafhankelijkheidsdag, ondertekenden ze samen de akkoorden die de soevereiniteit aan Congo overdroegen. In de dagen direct na de onafhankelijkheid was Bomboko vooral bezig met de oprichting van zijn ministerie. Hij was teleurgesteld dat de meeste buitenlandse contacten werden gelegd via de hele regering of via Lumumba, in plaats van rechtstreeks via hem.

### Muiterij
Op 5 juli kwamen de Force Publique garnizoenen van Leopoldstad en Thysstad in opstand. De opstand verspreidde zich de volgende ochtend naar andere steden in Centraal-Kongo. Verschillende soldaten waren ervan overtuigd geraakt dat Lumumba Sovjettroepen het land had binnengebracht om de Force Publique te ontwapenen. Boos hierover bestormden ze de hotelkamers van de Sovjetdelegatie (die aanwezig was voor de onafhankelijkheidsvieringen). Na te hebben vernomen wat er was gebeurd, gaf Lumumba opdracht aan Bomboko om de verantwoordelijkheid te nemen voor de veiligheid van alle buitenlandse delegaties die in Congo aanwezig waren en ervoor te zorgen dat de Sovjets veilig konden vertrekken. Hij besteedde ook veel tijd aan het helpen van Europese bewoners die het geweld wilden ontvluchten en het land wilden verlaten.

#### Belgische Interventie
Op 10 juli voerden Belgische troepen een militaire interventie uit om hun onderdanen te beschermen en begonnen delen van Congo te bezetten. Later die ochtend ontmoette Bomboko vluchtende Belgen op de luchthaven N'djili. Terwijl hij daar was, verklaarde hij dat de Belgische interventie op zijn verzoek was gedaan, hoewel dit hoogstwaarschijnlijk onwaar was en waarschijnlijk alleen werd gezegd om de spanningen te verzachten; er is nooit een record van een dergelijk verzoek gevonden, en de Belgen hebben er nooit een genoemd bij het rechtvaardigen van hun interventie. Vervolgens werd hij door het parlement ondervraagd over zijn betrokkenheid bij de kwestie. Op 15 juli verscheen hij voor het parlement om beschuldigingen van persoonlijke "medeplichtigheid" met betrekking tot de Belgische interventie te verwerpen en zijn instemming te bevestigen met de acties die door premier Lumumba en president Joseph Kasavubu werden ondernomen om de orde te herstellen. Op 28 juli werd hij lid gemaakt van een kabinetscomité dat belast was met het beheren van de betrekkingen van de regering met de Verenigde Naties.

## Eretekens
- 1963 : Ridder Grootkruis in de Kroonorde.
- 2010 : Groot Lint van de Orde van de Nationale Helden Kabila-Lumumba.